# نقطه‌ضعف
نقطه‌ضعف فیلمی درام در ژانر تریلر روانشناختی و سیاسی به کارگردانی و نویسندگی محمدرضا اعلامی محصول سال ۱۳۶۲ است. این فیلم در دومین دوره جشنواره فیلم فجر برنده لوح زرین بهترین بازیگر نقش اول مرد برای حسین پرورش شد. نقطه ضعف اولین فیلم محمدرضا اعلامی به عنوان کارگردان بود، و با وجود ساختن فیلم‌های دیگری که بعضاً در گیشه هم موفق بودند، به عنوان بهترین فیلم او شناخته می‌شود .

## داستان فیلم
به سازمان امنیت اطلاع داده می‌شود که فردی (عباس قاجار) متعلق به یک گروه ضدرژیم در رستوران کندو قرار گذاشته است. افراد سازمان آن فرد و مردی که گمان می‌کنند با او قرار داشته را دستگیر می‌کنند. فرد اصلی در جریان فرار گلوله خورده و کشته می‌شود. در بازجویی فرد دستگیر شده (جواد گلپایگانی)، به او گفته می‌شود که برای روبرو کردن او با مرد اصلی فردا به سازمان مرکزی در پایتخت انتقال داده خواهد شد. رئیس (محمد ابهری)، به بازجوی ویژهٔ پرونده (حسین پرورش) و شخص دیگری که از لحاظ رده از او در مقام پایین‌تری قرار دارد و به اسم مربی (جمشید هاشم‌پور) شناخته می‌شود دستور می‌دهد در زمینه این پرونده از روش‌های معمول مثل شکنجه استفاده نکنند. او روش دیگری را پیشنهاد می‌کند که به وسیله آن و طی برقراری دوستی با متهم از یک طرف و استرس روبرو شدن با مأموران ویژه در پایتخت از طرف دیگر، نیروی اراده فرد متهم را بشکنند تا بتوانند از او اطلاعات بگیرند.
فردای آن روز طی یک نقشه از پیش تعیین شده ماشین آن‌ها در دو کیلومتری فرودگاه خراب می‌شود. آن‌ها به یکی از شهرهای شمالی کشور می‌روند. مربی مسئول پیدا کردن تعمیرکار و بازجو مسئول نگهداری از مسافر (فرد متهم) می‌شود. در یک روز که به گردش و فوتبال و شنا در ساحل دریا می‌گذرد، بین بازجو و مسافر صمیمیت خاصی برقرار می‌شود. مسافر در فرصت‌های مختلف می‌تواند فرار کند، ولی آن‌ها را از دست می‌دهد. در آخرین لحظه‌های فیلم، به علت وزش باد، بازجو که در دست‌شویی هتل است، پشت در گیر می‌کند و مسافر به قصد فرار از پنجره روی قرنیز می‌رود. بازجو بالاخره در را باز می‌کند و مسافر را تهدید می‌کند که به داخل اتاق برگردد. بر اثر یادآوری خوشی‌های آن روز، بازجو ناگهان تغییر رای داده و به مسافر دستور می‌دهد فرار کند.
مربی که از سفر ساختگی برای پیداکردن تعمیرکار ماشین به هتل برگشته، به بازوی بازجو شلیک می‌کند. مسافر از لبه پنجره به پایین ساختمان سقوط می‌کند و می‌میرد. آخرین لحظه‌های فیلم بین صحنه دادگاه که بازجو دلایلش را برای فراری دادن مسافر بیان می‌کند و حضور تن مسخ‌شده او پیچیده در لباس تیمارستان مونتاژ شده است.

## تولید
این اولین فیلم اعلامی در مقام کارگردان بود و پیدا کردن یک تهیه‌کننده با داستان پیچیده‌ای که فیلمنامه داشت سخت بود. بالاخره جواد گلپایگانی با این شرط که نقش اول فیلم را او بازی کند حاضر شد تهیه‌کنندگی فیلم را بپذیرد. به گفته علیرضا زرین‌دست، فیلم‌بردار فیلم: «حضور گلپایگانی تبعات بسیار مختلفی داشت که یک جاهایی خیلی شیرین بود و یک جاهایی مشکلاتی را به همراه داشت اما در کل حضورش برای نقطه ضعف بسیار خوب و مثبت بود»
متن انگلیسی کتاب نقطه‌ضعف نوشته ساماراکیس توسط محمدعلی سپانلو در اختیار محمدرضا اعلامی قرارگرفت. قبل از آن کتاب توسط مرتضی کلانتریان ترجمه شده بود که گویا اعلامی از این موضوع اطلاعی نداشته و به‌همین خاطر مشکلاتی در این رابطه پیش آمد. نام کلانتریان در تیتراژ انتهایی فیلم به چشم می‌خورد.

## بازیگران
- جواد گلپایگانی در نقش مسافر
- حسین پرورش در نقش بازجو
- جمشید هاشم‌پور در نقش مربی
- محمد ابهری در نقش رئیس
- عباس قاجار در نقش صاحب عکس
- منوچهر افسری در نقش مرد سوم
- محمود پیراسته در نقش مأمور ویژه
- آنیک شفرازیان در نقش پیرزن
- خسرو امیرصادقی در نقش آرایشگر
- ژرژ یونانی در نقش مأمور ویژه
- داوود خلدی در نقش مأمور سازمان
- علی آذربوم در نقش مأمور سازمان
- رضا جمالی در نقش مأمور سازمان
- آرزو گلپایگانی در نقش دختر مسافر
- زهره ماهی صفت در نقش مستخدم

## دوبله
این فیلم به مدیریت دوبلاژ خسرو خسروشاهی دوبله شد.
| بازیگر           | دوبلور         |
| ---------------- | -------------- |
| جواد گلپایگانی   | خسرو خسروشاهی  |
| حسین پرورش       | حسین عرفانی    |
| جمشید هاشم‌پور    | ایرج ناظریان   |
| محمد سادات ابهری | حسین معمارزاده |